# 300892 Taichung
300892 Taichung este un asteroid din centura principală de asteroizi.

## Descriere
300892 Taichung este un asteroid din centura principală de asteroizi. A fost descoperit pe 28 ianuarie 2008 la Observatorul Lulin de Chi-Sheng Lin și Ye Quan-Zhi. Asteroidul prezintă o orbită caracterizată de o semiaxă mare de 3,11 ua, o excentricitate de 0,10 și o înclinație de 1,3° în raport cu ecliptica.